# Pinte Attila
Pinte Attila (Somorja, 1971. június 6. –) szlovák válogatott labdarúgó.

## Góljai a szlovák válogatottban
| #  | Dátum            | Ellenfél  | Eredmény | Kiírás       | Esemény |
| -- | ---------------- | --------- | -------- | ------------ | ------- |
| 1. | 2001. október 7. | Macedónia | 5 – 0    | Vb-selejtező | 80'     |

## Sikerei, díjai
Ferencvárosi TC:
- Magyar labdarúgó-bajnokság bajnok: 2000-01
- Magyar labdarúgó-bajnokság ezüstérmes: 2001-02

Szlovákia
- Kirin-kupa győztes: 2000